# Neoperla limbatella
Neoperla limbatella är en bäcksländeart som beskrevs av Navás 1933. Neoperla limbatella ingår i släktet Neoperla och familjen jättebäcksländor. Inga underarter finns listade i Catalogue of Life.